# Espira-de-l’Agly
Espira-de-l’Agly – miejscowość i gmina we Francji, w regionie Oksytania, w departamencie Pireneje Wschodnie. Przez miejscowość przepływa rzeka Agly.
Według danych na rok 1990 gminę zamieszkiwało 2196 osób, a gęstość zaludnienia wynosiła 82 osoby/km² (wśród 1545 gmin Langwedocji-Roussillon Espira-de-l’Agly plasuje się na 173. miejscu pod względem liczby ludności, natomiast pod względem powierzchni na miejscu 245.).

## Zabytki
Zabytki na terenie gminy posiadające status monument historique:
- kościół św. Marii (Église Sainte-Marie d'Espira-de-l’Agly)